# Homas Spelen
Homas Spelen B.V. was een Nederlandse fabrikant van houten gezelschapsspellen, waaronder bordspellen onder de merknaam Homas, gevestigd in Assen.

## Geschiedenis
Het bedrijf werd in 1932 opgericht door Hendrikus Hommes en produceerde diverse klassieke spellen.
In 1953 kocht Homas Spelen het Parkhotel aan de Plataanweg in Assen voor ƒ 45.000,- en vestigde daar zijn fabriek. Tijdens de hoogtijdagen leverde Homas ongeveer 70% van alle sjoelbakken in Nederland.
In november 1978 werd het bedrijf getroffen door een brand in de lakspuiterij, die aanzienlijke schade veroorzaakte, mede doordat bestellingen voor de feestdagen niet geleverd konden worden. Ondanks pogingen van de Noordelijke Ontwikkelingsmaatschappij (NOM) en de provincie Drenthe om het bedrijf te redden, ging Homas in 1983 failliet.

## Producten
Homas Spelen produceerde een verscheidenheid aan houten spellen en speelgoed met eigennamen of generieke namen:
- Backgammon
- Biljart - Biljarttafels en keus
- Dammen - borden en stukken
- Domino
- Kegelen - "Kegelspel"
- Knikkerbanen - "Jodelbaan" (1963)
- Schaken - borden en stukken waaronder de Staunton stukken
- Sjoelen - sjoelbakken en schijven
- Tafelvoetbal
- Gezelschapsspellen - "Homas Tour: Het Grote Wielerspel" (1982)